# Piesma capitatum
Piesma capitatum är en insektsart som först beskrevs av Wolff 1804.  Piesma capitatum ingår i släktet Piesma, och familjen mållskinnbaggar. Enligt den finländska rödlistan är arten starkt hotad i Finland. Arten är reproducerande i Sverige. Artens livsmiljö är ruderatmarker, vägrenar och banvallar.